# Blepisanis orientis
Blepisanis orientis là một loài bọ cánh cứng trong họ Cerambycidae.